# Ethnikos Asteras
Ethnikos Asteras (griechisch Π.Α.Ε. Εθνικός Αστέρας, deutsch etwa „Nationaler Stern“) ist ein griechischer Fußballverein aus dem Athener Vorort Kesariani. Ethnikos Asteras spielt derzeit in der dritten griechischen Spielklasse, der Football League 2.

## Geschichte
Der Verein wurde 1927 aus der Fusion von Ethnikos Asteras und Kaisariani gegründet. Im Jahr 1981 kam er bis ins Viertelfinale des Griechischen Fußballpokals. Von 1998 bis 2002 spielte die Fußballabteilung in der ersten griechischen Liga. Die traditionellen Club-Farben sind rot und weiß und die Spiele werden im Kritikopoulos-Stadion mit knapp 5.000 Plätzen ausgetragen.

## Bekannte Spieler
- Stylianos Giannakopoulos
- Ioannis Kalitzakis
- Dominique Wassi